# Orectognathus chyzeri
Orectognathus chyzeri är en myrart som beskrevs av Carlo Emery 1897. Orectognathus chyzeri ingår i släktet Orectognathus och familjen myror. Inga underarter finns listade i Catalogue of Life.